# Asthenomacrurus
Asthenomacrurus is een geslacht van straalvinnige vissen uit de familie van rattenstaarten (Macrouridae).

## Soorten
- Asthenomacrurus fragilis (Garman, 1899)
- Asthenomacrurus victoris Sazonov & Shcherbachev, 1982